# Josh Gray
Joshia „Josh” Gray (ur. 9 września 1993 w Lake Charles) – amerykański koszykarz, występujący na pozycji rozgrywającego.
W letniej lidze NBA reprezentował kolejno: Orlando Magic (2017), Minnesotę Timberwolves (2018), Brooklyn Nets (2019).
24 listopada 2020 został wytransferowany do Oklahoma City Thunder. 1 grudnia został zwolniony.

## Osiągnięcia
Stan na 2 grudnia 2020, na podstawie, o ile nie zaznaczono inaczej.
NJCAA
- MVP konferencji (2014)
- Zaliczony do I składu Junior College All-America (2014)
- Lider strzelców NJCAA (34,7 – 2014)

NCAA
- Uczestnik turnieju NCAA (2015)

Indywidualne
- MVP tygodnia G-League (8.01.2018)
- Lider strzelców G-League (2020)